# 白马北站
白马北站，位于中华人民共和国四川省内江市市中区白马镇，是绵泸高速铁路上的高铁站，于2021年6月28日启用。

## 車站周邊
- 内江南站
- 市中区白马工商所
- 白马镇中心小学
- 中国建设银行白马支行
- 内江农商银行白马支行
- 中国工商银行白马支行

## 歷史
- 2021年6月28日启用。

## 外部連結
- 中国铁路客户服务中心 （页面存档备份，存于）